# Łapanów
Łapanów è un comune rurale polacco del distretto di Bochnia, nel voivodato della Piccola Polonia.
Ricopre una superficie di 71,18 km² e nel 2004 contava 7 443 abitanti.